# Liste des ZNIEFF de la Gironde
Cette liste recense les sites classés zones naturelles d'intérêt écologique, faunistique et floristique (ZNIEFF) du département de la Gironde.

## Statistiques
Selon l'Inventaire national du patrimoine naturel (INPN), la Gironde compte 183 sites classés zones naturelles d'intérêt écologique, faunistique et floristique.
Cependant, deux d'entre eux, limitrophes de communes de la Charente-Maritime, concernent uniquement ce département. De ce fait, seuls 181 sites sont des ZNIEFF qui concernent chacune intégralement ou partiellement le département de la Gironde.
Deux types de ZNIEFF existent :
- les ZNIEFF de type I, de superficie réduite, sont des espaces homogènes d'un point de vue écologique et qui abritent au moins une espèce et/ou un habitat rares ou menacés, d'intérêt aussi bien local que régional, national ou communautaire ; ou ce sont des espaces d'un grand intérêt fonctionnel pour le fonctionnement écologique local ;
- les ZNIEFF de type II sont de grands ensembles naturels riches, ou peu modifiés, qui offrent des potentialités biologiques importantes. Elles peuvent inclure des ZNIEFF de type I et possèdent un rôle fonctionnel ainsi qu’une cohérence écologique et paysagère.

## Liste des sites
Au 11 décembre 2021, l'INPN répertorie 132 ZNIEFF de type I et 51 ZNIEFF de type II dans le département de la Gironde.
En réalité, deux ZNIEFF concernent uniquement le département limitrophe de la Charente-Maritime, comme le prouvent les cartes de ces zones.
De ce fait, seules 131 ZNIEFF de type I et 50 ZNIEFF de type II concernent la Gironde.

### Liste des ZNIEFF de type I
- Ancienne carrière de Jeandillon
- Ancienne carrière de Carreau
- Ancienne gravière du Marquis
- Banc d'Arguin
- Bocage de la basse vallée de l'Eau Blanche
- Bocage de la basse vallée du Saucats et du Cordon d'Or
- Bocage de Ludon-Médoc et Macau
- Bois de l'Artolie
- Bois de Degans
- Butte calcaire de la Roque-de-Thau
- Butte calcaire et prairies humides de le Genévrier
- Butte de Bel-Air
- Butte de Gumibertaud et vallon du Peyrat
- Butte de Launay
- Le canal des Étangs et ses petits étangs associés
- Carrière de la Lustre
- Carrières de Saint-Laurent-d'Arce
- Carrière souterraine de Daignac
- Carrières souterraines de Villegouge
- Champ de tir de Souge
- Chenal du Gua : tronçon aval
- Conche de Neyran
- Conche Saint-Brice et réservoirs à poissons de la pointe des Quinconces
- Cordon dunaire et dunes boisées de la pointe de Grave
- Coteaux calcaires à l'est de Saint-Émilion
- Coteaux calcaires du Lisos
- Coteau calcaire de Pujols
- Coteau calcaire du tertre de Thouil
- Coteaux d'Aillas et tronçon amont de la Bassanne
- Coteau de Blaignan
- Coteau de l'Ermitage à Lormont
- Coteau de l'Hôpital
- Coteaux de Sainte-Colombe
- Dépression marécageuse du Charite
- Domaine départemental d'Hostens
- Domaines endigués d'Audenge
- Domaines endigués du delta de la Leyre
- Dunes de l'Amélie et de Soulac
- Dunes littorales du Gurp
- L'étang de Cousseau, marais environnants et dépressions intradunaires
- Étang de la Barreyre
- Frayère d'Arveyres
- Frayère de Beaupoil
- Frayère de le Gambul
- Frayères à esturgeons de la Garonne
- Frayère de Lamothe-Montravel
- Frayère de Pessac-sur-Dordogne
- Frayère du Pinson
- Frayère du Pont de la Beauze
- Frayère du Port du Fleix
- Frayère de Saint-Aulaye
- Frayère de Saint-Jean-de-Blaignac
- Les gorges du Ciron
- Grand marais et petit marais
- Gravières de Tanticoste
- Grottes de Cénac et zones humides de la vallée de la Pimpine
- Grotte du Trou Noir
- Habitats du Cuivré des marais et bois humide du marais de Beychevelle
- Habitats humides du Gat mort aval et moyen
- Haute vallée de la Saye
- L'île Bouchaud et l'île Nouvelle
- L'île aux Oiseaux
- Lac de Curton et zones humides associées
- Lagunes du bassin versant du Gat mort
- Lagunes de la tête du bassin versant du ruisseau de la Hountine, affluent de la Leyre
- Lagunes et mares du nord-ouest bordelais
- Lagune ronde de Saucats
- Lande de Bessan
- Landes humides des Arguileyres
- Landes humides du Videau et pelouses de Valade
- Lettes de Baine de Lédasse
- Lette de la Craste de Nezer
- Marais d'Arcins
- Marais du Bas-Médoc
- Marais du Blayais : le Brochet, la Bergère et la Simone
- Marais du Blayais : la Procureuse
- Marais Brizard et zone bocagère de Saillans
- Marais du Cla et lagunes de Louchats et Saint-Magne
- Marais de Condissas et de Bégadanet
- Marais de la Lède des Agaçats
- Marais du Logit
- Marais de Lespaut et Labiney
- Marais d'Ordonnac, de Saint-Yzans et de Saint-Seurin
- Marais de la Perge et du Gua
- Marais de la rive orientale de l'étang de Lacanau
- Marais de la Vergne
- Marais de la Virvée
- Marais humides du Bas-Médoc
- Marais mouillé de Labarde
- Mare du Bois de Thouars
- Palus de By
- Palus de la Grêle
- Palu de Molua et lagune de Contaut
- Palus de Saint-Germain-de-la-Rivière
- Prairie de Goudichaud
- Prairies de Saint-Vincent
- Prairies et boisements de Tarnes
- Prairies humides et plans d'eau de Blanquefort et Parempuyre
- Prés salés de la côte sud du bassin d'Arcachon
- Prés salés et réservoirs à poissons d'Arès
- Réseau hydrographique amont du Beuve, coteau de Gans et étang de la Prade
- Réseau hydrographique du Brion
- Réseau hydrographique amont du Ciron, étangs et zones marécageuses des confluences
- Réseau hydrographique de la Hure
- Réserve naturelle des marais de Bruges
- Réservoirs à poissons du Verdon
- Rives marécageuses de l'étang de Cazaux-Sanguinet
- Rives des îles du Nord, Verte et Cazeau, île et vasière de Macau
- Rives du Tursan et de ses affluents, et zones humides associées
- Rive orientale de l'étang de Carcans-Hourtin
- Rive vaseuse de l'estuaire : tronçon du Blayais
- Ruisseau et coteaux du Gaillardon
- Site archéologique de Brion et palus de Doyac
- Sites d'hivernage de chiroptères de la vallée de l'Engranne
- Station botanique d'Ambert
- Station botanique de la Nace
- Station botanique de Pombrède
- Station botanique et lande tourbeuse du Maine du Rique
- Tertre du Puy
- Le Thil : vallée et coteaux de la Jalle de Saint-Médard
- Vallées de l'Euille et de la Boye
- Vallée du Meudon
- La vallée et les palus du Moron
- Vallon de la Soye et bois de Mauquey
- Vasard de Beychevelle
- Zone centrale des palus de Saint-Loubès et d'Izon
- Zones de frai à aloses feintes de la Garonne
- Zone humide de la Sablière
- Zone humide de Saint-Laurent-Médoc
- Zone inondable de la basse vallée de l'Eyre
- Zone inondable de la moyenne vallée de l'Eyre

#### ZNIEFF detype Ihors département de la Gironde
Une ZNIEFF de type I attribuée au département de la Gironde concerne uniquement le département limitrophe de la Charente-Maritime :
- Landes de Cercoux[Note 1],[2],[3].

### Liste des ZNIEFF de type II
- Bassin d'Arcachon
- Bocage humide de la basse vallée de la Garonne
- Le champ de tir de Captieux
- Coteau du Bicot et zones humides de la Virvée et des esteys Saint-Julien et Verdun
- Coteaux calcaires de Saint-Émilion à Castillon-la-Bataille
- Coteaux calcaires des bords de Garonne de Quinsac à Paillet
- Coteaux calcaires et réseau hydrographique de la Bassanne
- Coteaux calcaires et réseau hydrographique du Beuve
- Coteaux calcaires et réseau hydrographique du Lisos
- Coteaux de l'agglomération bordelaise : rive droite de la Garonne
- Coteaux du bord de Gironde, du Pain-de-Sucre à Roque-de-Thau
- Coteaux et palus du Fronsadais
- La Dordogne
- Dunes littorales du banc de Pineau à l'Adour
- Dunes littorales entre Le Verdon et le cap Ferret
- Estuaire de la Gironde
- La forêt usagère de La Teste-de-Buch
- L'Isle du barrage de Laubardemont à Libourne et sa vallée bocagère
- Lagunes de Saint-Symphorien
- Landes de Lesqueblanque
- Landes, lagunes et mares du nord-ouest bordelais
- Landes médocaines entre Hourtin, Carcans et Saint-Laurent-Médoc
- Marais de l'arrière littoral du Nord-Médoc
- Marais de Beychevelle et marais du Merich
- Marais du Blayais
- Marais de Labarde, Cantenac et Arsac
- Marais de Lafite
- Marais du Médoc de Blanquefort à Macau
- Marais de Reysson
- Marais et étangs d'arrière dune du littoral girondin
- Palus de Bouliac et  Latresne
- Palus de Génissac et de Moulon
- Palus de Saint-Loubès et d'Izon
- La pointe de Grave
- Le réseau hydrographique du Ciron
- Réseau hydrographique de la Jalle, du camp de Souge à la Garonne, et marais de Bruges
- Réseau hydrographique de la Pimpine et coteaux calcaires associés
- Le Saucats
- Tête de bassin versant et réseau hydrographique du Gat mort
- Vallées de l'Eyre, de la Grande et de la Petite Leyre
- Vallée du Gestas
- Vallée de l'Isle de Périgueux à Saint-Antoine-sur-l'Isle, le Salembre, le Jouis et le Vern
- Vallée de l'Isle de Saint-Seurin-sur-l'Isle à Coutras
- Vallées du Palais et du Lary
- Vallées de la Saye et du Meudon
- Vallée et coteaux de l'Engranne
- Vallées et coteaux de l'Euille et de ses affluents
- Vallées et coteaux du Gaillardon et du Lubert
- Zones humides d'Ambès à Saint-Louis-de-Montferrand
- Zones humides d'arrière-dune du pays de Born

#### ZNIEFF detype IIhors département de la Gironde
Une ZNIEFF de type II attribuée au département de la Gironde concerne uniquement le département limitrophe de la Charente-Maritime :
- Estuaire, marais et coteaux de la Gironde en Charente-Maritime[Note 2],[4],[5].